# Alexandre-Félix Alméras
Alexandre-Félix Alméras (* 29. Januar 1811 in Genf; † 11. Dezember 1868 ebenda, heimatberechtigt in Genf) war ein Schweizer Politiker.
Alméras studierte von 1826 bis 1831 Natur- und Geisteswissenschaften an der Akademie Genf und wurde dann Kunstmaler. Er war ein Gefolgsmann und enger Freund von James Fazy. Von 1850 bis 1856 war er Sekretär des Baudepartements und wurde im Jahr 1857 zum Direktor des Zolllagers befördert und übte diese Funktion bis 1861 aus.
Im Jahre 1841 schloss er sich der freisinnigen Reformbewegung Association du Trois Mars an. Er wurde 1844 in den Grossen Rat des Kantons Genf gewählt und hatte dort bis 1860 Einsitz. 1846 war er Mitglied im Verfassungsrat und 1848 Tagsatzungsgesandter. 1848 kandidierte er bei den ersten Parlamentswahlen und wurde in den Nationalrat gewählt; dieses Amt übte bis 1854 aus. Sechs Jahre später, also ab 1860, sass er für zwei Jahre im Ständerat.